# Sideroxylon lycioides
Sideroxylon lycioides là một loài thực vật có hoa trong họ Hồng xiêm. Loài này được L. miêu tả khoa học đầu tiên năm 1762.

## Hình ảnh

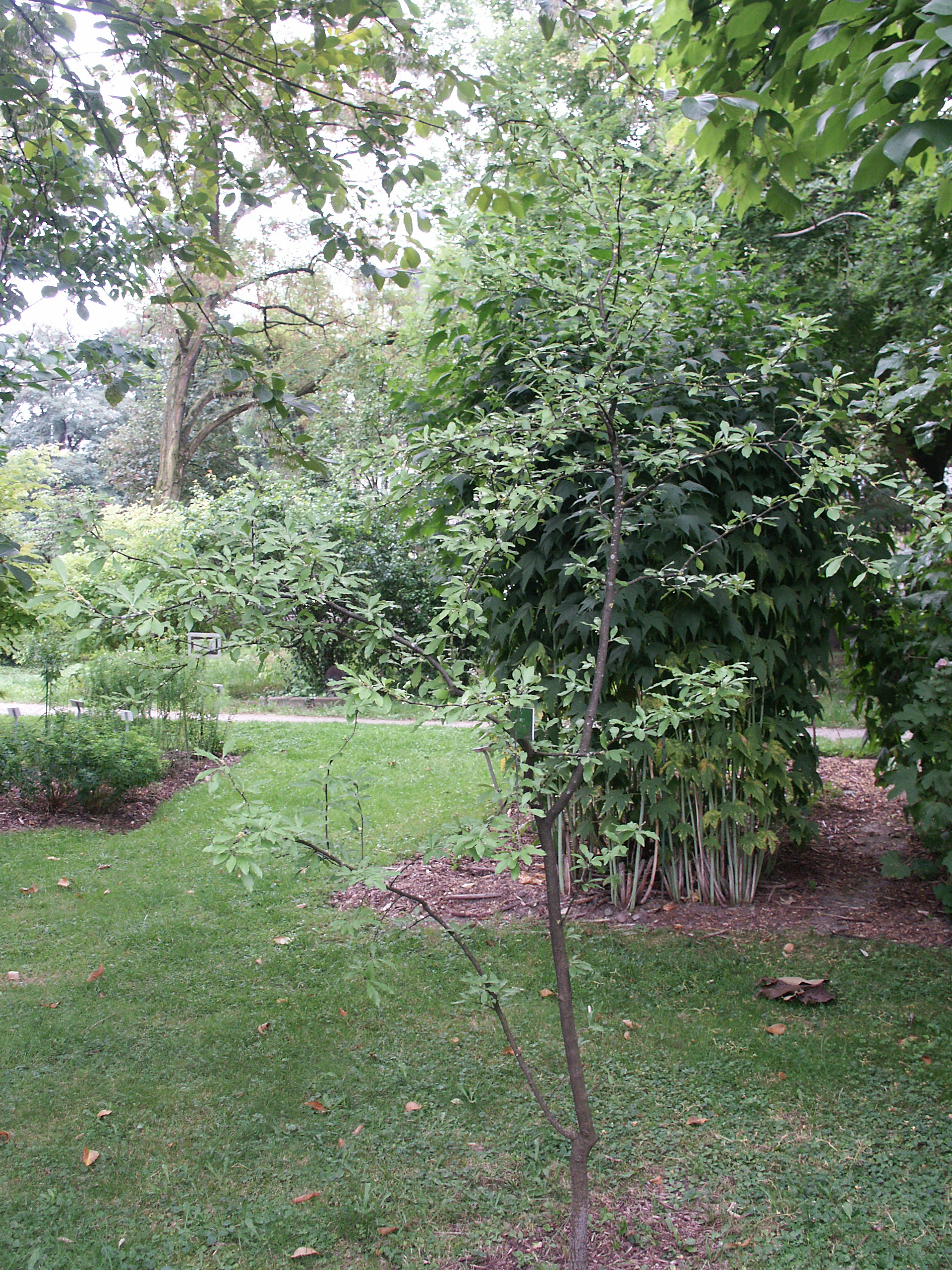
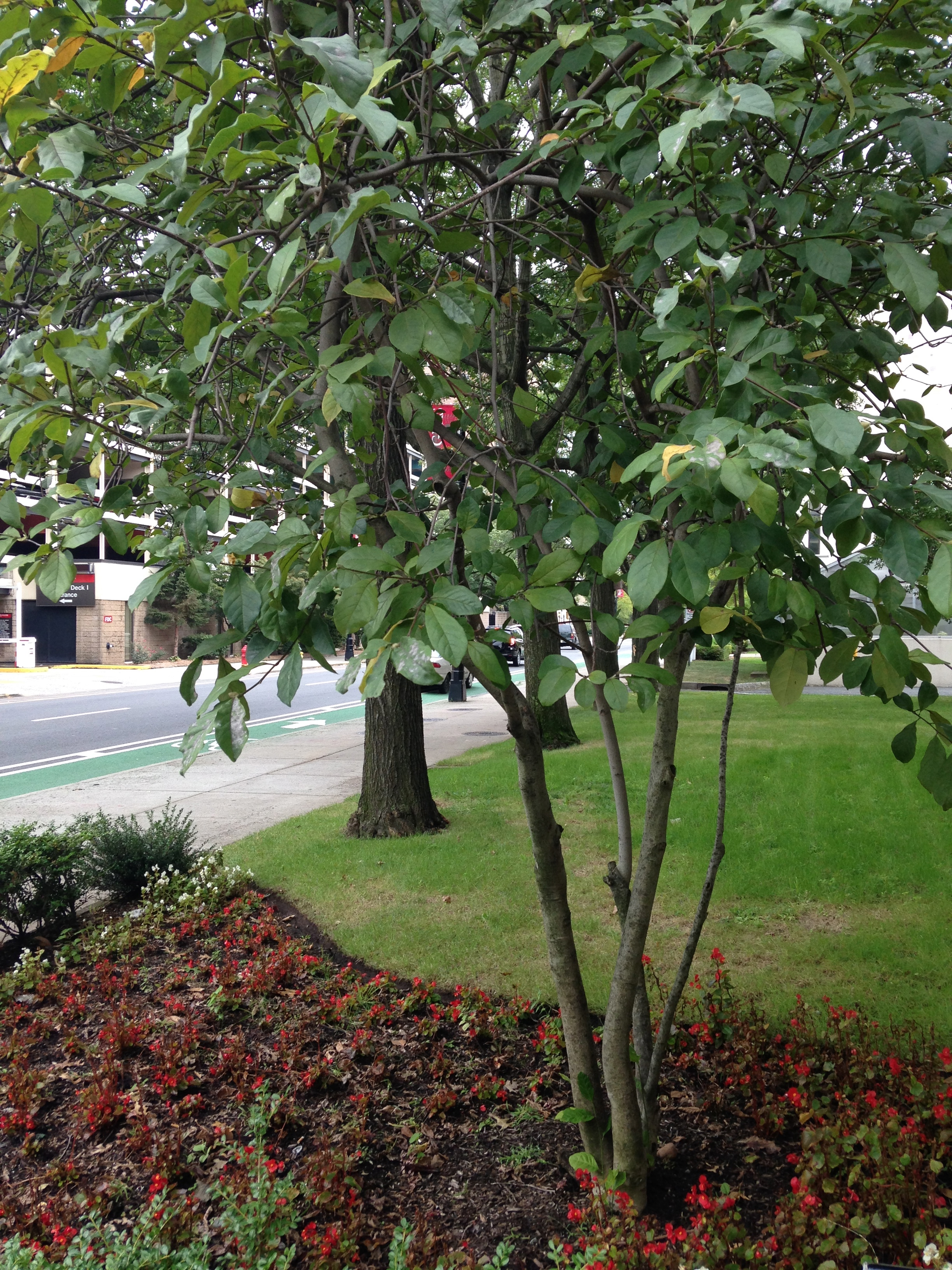
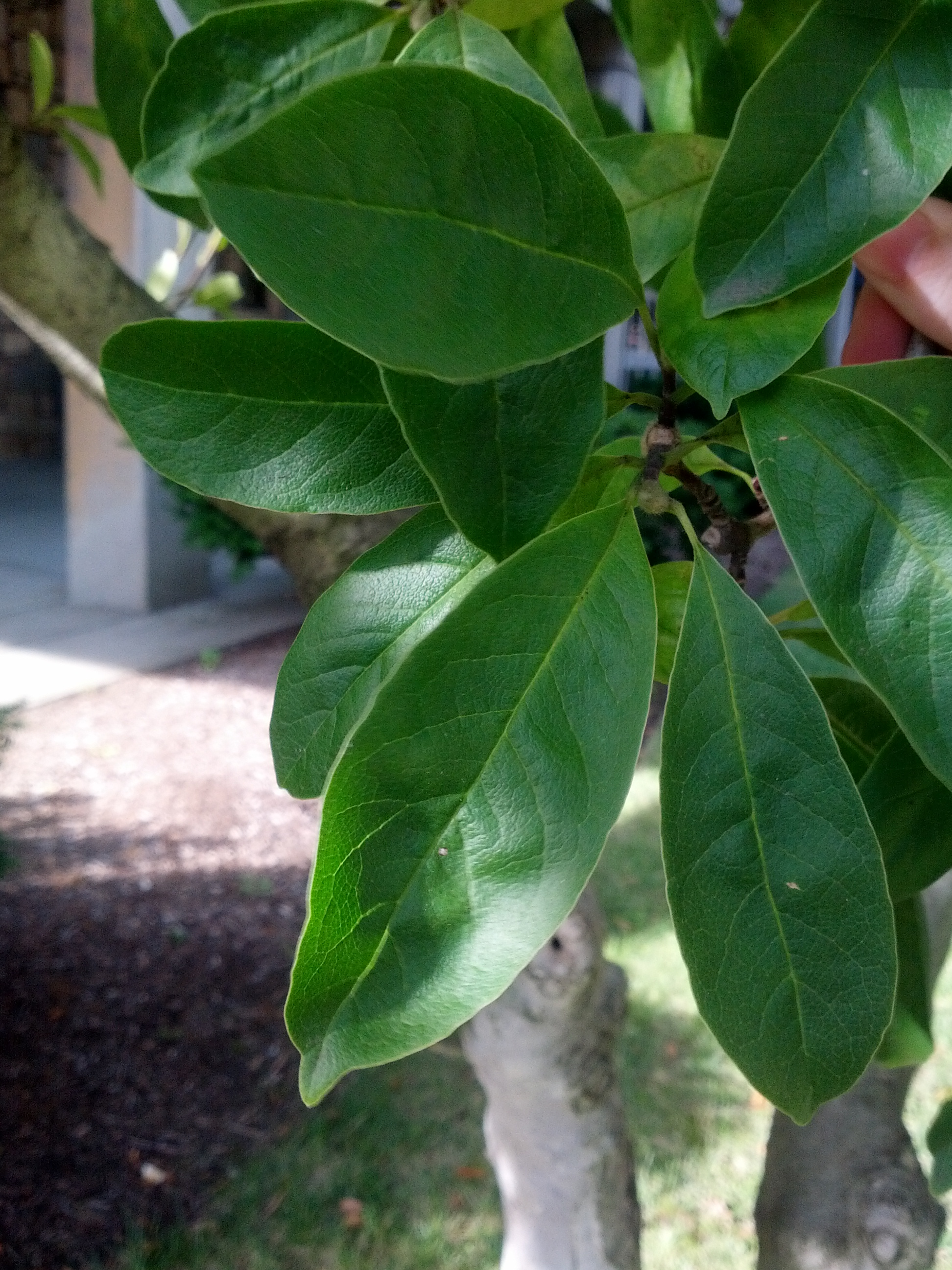
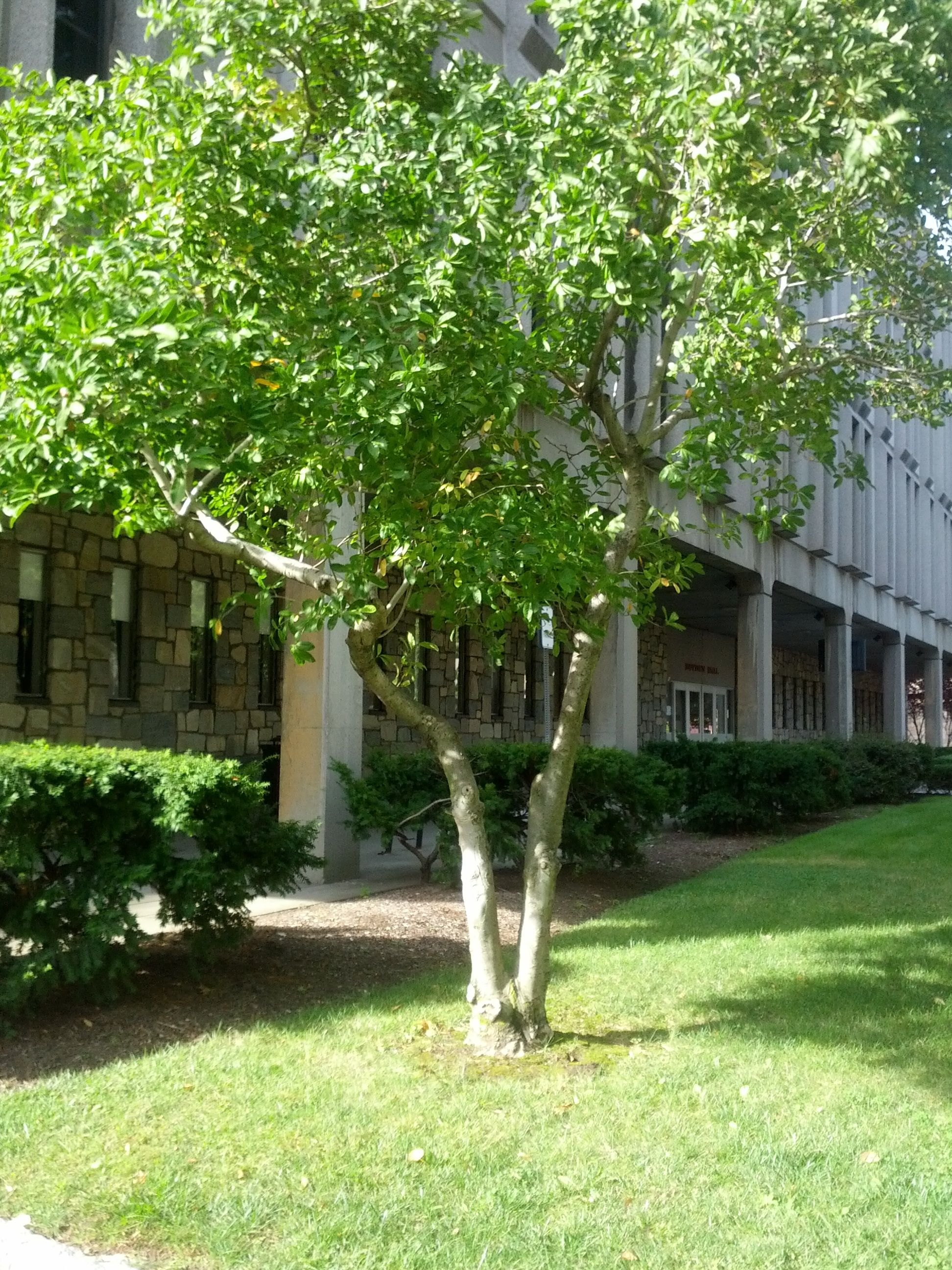